# Soilent Green
Soilent Green é uma banda de grindcore dos Estados Unidos.
É descrita como uma banda de sludge metal e grindcore, o grupo mistura elementos de death metal, black metal, hardcore, e Southern rock.